# ヤレック・ヴィエルチュク
ヤレック・ヴィエルチュク（Jarosław Wierczuk、1977年1月6日 - ）は、ポーランドの元レーシングドライバー。ポーランドから国際レースに参戦した先駆者の一人。

## 経歴
ワルシャワ生まれ。 2001年に彼は地元ワルシャワの経営学部を卒業した。
レーシングドライバーとしてのキャリアは、15歳のときにカートから始まった。 3年間のインターンシップの後、ポーランド最初の専門家チーム（クローズトフ・ニャッフによって設立された）が彼にポジションを提供した。彼は権威ある中央ヨーロッパゾーン選手権に参加すると同時に、オーストリア選手権、ドイツF3選手権にも参戦し、ラルフ・シューマッハ、ニック・ハイドフェルド、ヤルノ・トゥルーリなどのドライバーと競い合った。彼はイタリアのフォーミュラ3000（現在のFIA F2選手権に相当）とフォーミュラ・ニッポンに進んだ。
F1・フォルティ・コルセのテストにも参加している。ヴィエルチュクは、Cカナル+や他のポーランドのテレビレースプログラムでF1エキスパートとして登場。現在は、人気のあるポーランドのウェブサイトのフォーミュラ1に関する解説も書いている。
2013年には、後進のドライバーを育て、サポートするヴィエルチュク・レースプロモーション財団を設立した。

## レース戦績

### フォーミュラ・ニッポン
| 年     | チーム                       | シャシー        | エンジン | 1      | 2       | 3      | 4       | 5       | 6       | 7      | 8      | 9      | 10     | 順位 | ポイント |
| ------ | ---------------------------- | --------------- | -------- | ------ | ------- | ------ | ------- | ------- | ------- | ------ | ------ | ------ | ------ | ---- | -------- |
| 2000年 | COSMO OIL RACING TEAM CERUMO | レイナード・99L | 無限     | SUZ 13 | TRM Ret | MIN 8  | FSW Ret | SUZ Ret | SUG Ret | TRM 12 | FSW 11 | MIN 12 | SUZ 11 | NC   | 0        |
| 2001年 | DoCoMo TEAM DANDELION RACING | レイナード・99L | 無限     | SUZ 14 | TRM Ret | MIN 13 | FSW DNS | SUZ     | SUG     | FSW    | MIN    | TRM    | SUZ    | NC   | 0        |